# Johann Joseph Rübsam
Johann Joseph Rübsam (* 15. August 1792 in Fulda; † 2. März 1868 ebenda) war ein deutscher Apotheker und Mitglied der Zweiten Kammer der kurhessischen Ständeversammlung. 

## Leben
Johann Joseph Rübsam absolvierte ein Pharmaziestudium und leistete als Apotheker Dienst in der Hannoverschen Armee. Mit diesem militärischen Großverband, der den Großteil des X. Armeekorps des Deutschen Heeres stellte, nahm er an den Befreiungskriegen teil.
Rübsam betätigte sich kommunalpolitisch und wurde Stadtrat in seiner Heimatstadt.
In den Jahren von 1860 bis 1862 hatte er ein Mandat für die Zweite Kammer der kurhessischen Ständeversammlung. Diese wurde nach den Unruhen im Jahre 1830 zum Zweck der Beratung und Verabschiedung einer Verfassung gebildet und hatte bis 1866 Bestand, als das Land Hessen durch Preußen annektiert wurde.
Er war Alterspräsident des ersten Landtages und eröffnete dessen Sitzungen unter dem Rechtsvorbehalt der Verfassung von 1831. Diese war nach der Revolution von 1848/1849 durch eine neue Verfassung am 13. April 1852 faktisch außer Kraft gesetzt worden.